# 1932 în artă
← 1929 în artă — 1930 în artă — 1931 în artă ——  1932 în artă  —— 1933 în artă — 1934 în artă — 1935 în artă →
1932 în artă implică o serie de evenimente:

## Evenimente

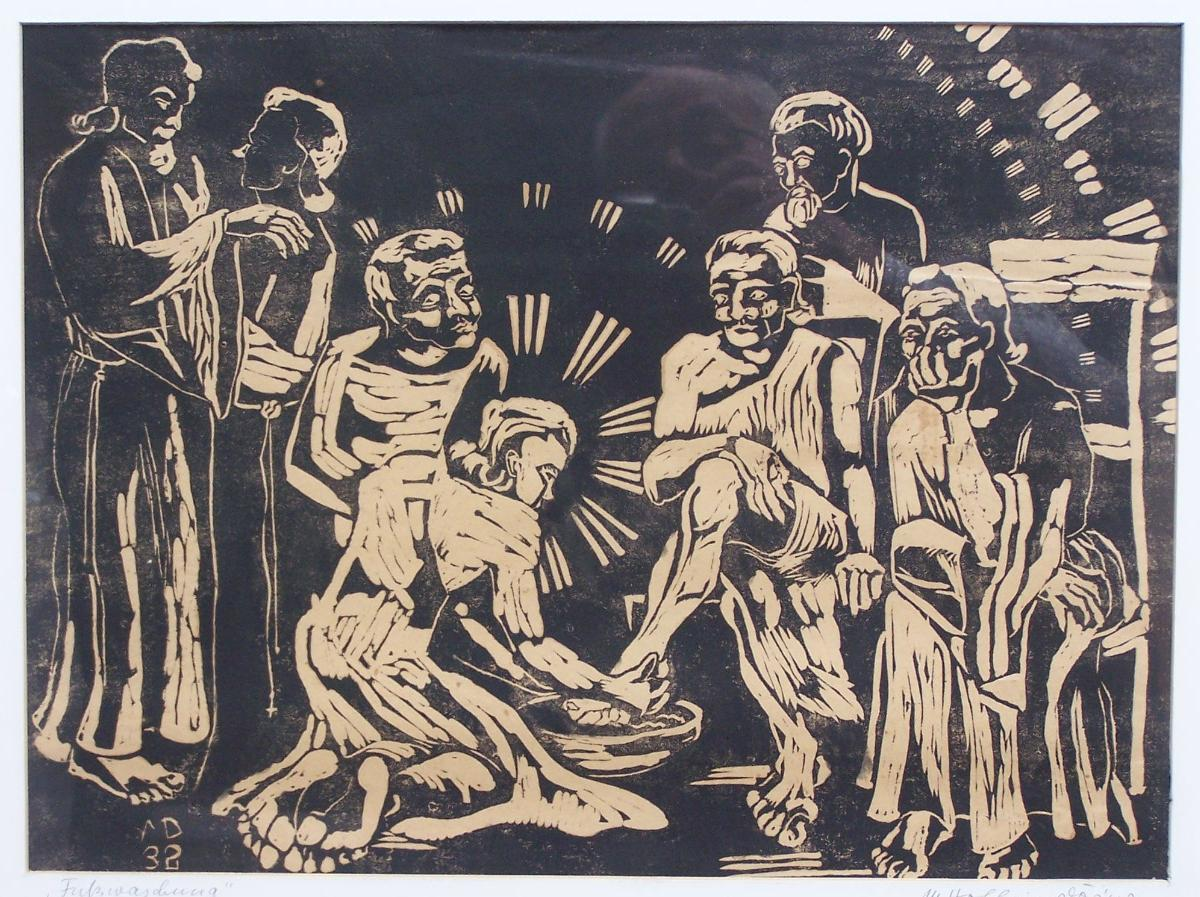
1932 — Margret Hofheinz-Döring (1910 – 1994) → WikiData:Q1895422 – Spălarea picioarelor, xilogravură - tipărire manuală, 47x35 cm, 1932 (WV·Nr.419) — Fußwaschung, Linolschnitt - Handabzug, 47x35 cm, 1932 (WV·Nr.419)

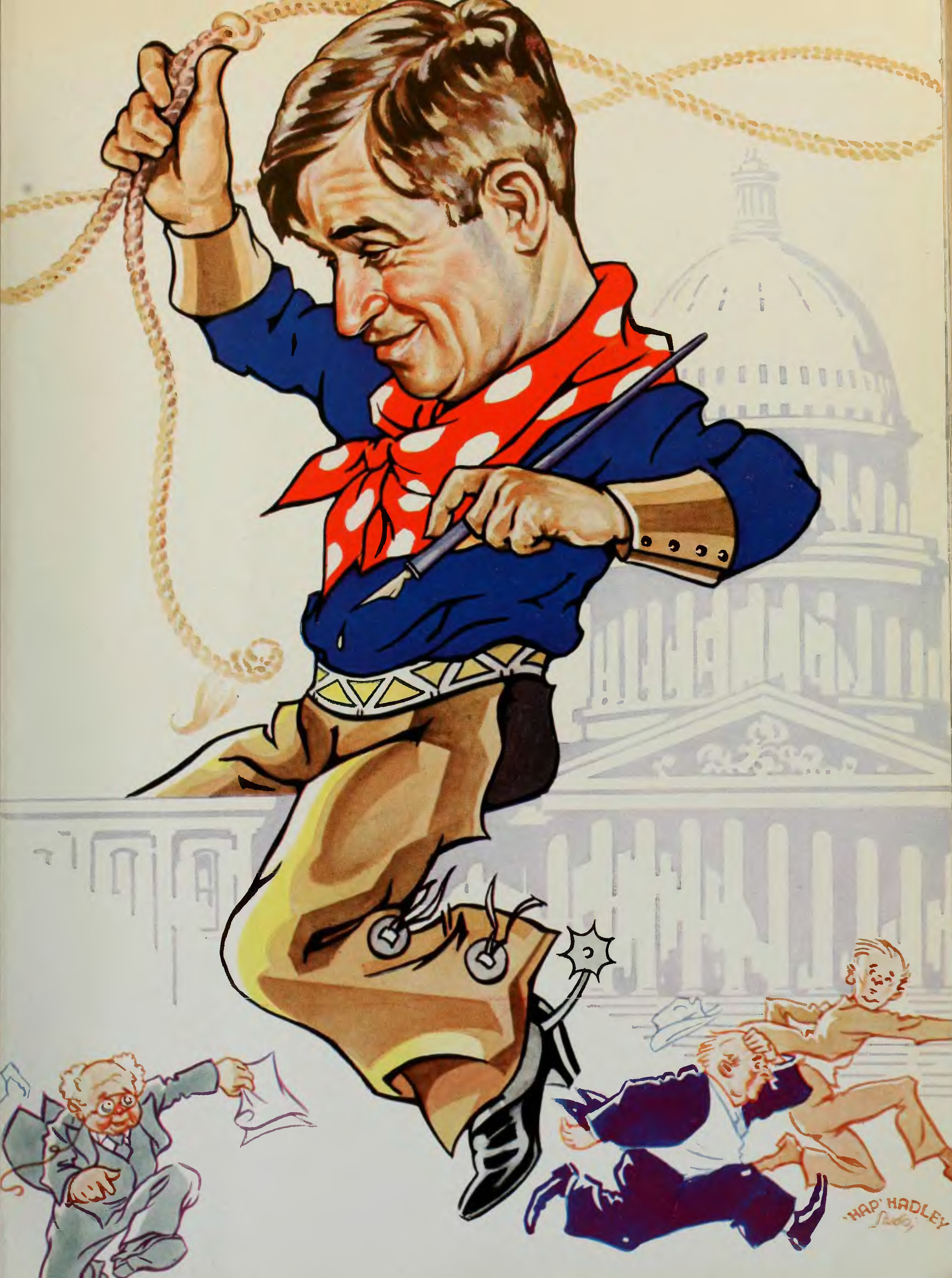
1932 — Imagine din revista The Film Daily (Ianuarie - Iunie 1932, Volume 58-59) → Will Rogers Art – Autor: Wid's Films and Film Folks, Inc.

### Evenimente artistice oriunde
- 16 decembrie –
- Decembrie

## Premii
- Premiul Archibald –
- Medalia Newbery –

### Premii oriunde
- Premiul Archibald — W. B. McInnes – Desbrowe Annear

## Nașteri

### Ianuarie - iunie
- 1 ianuarie –
- 8 ianuarie –
- 11 ianuarie –
- 17 ianuarie –
- 23 ianuarie –
- 3 martie –
- 10 martie –
- 27 martie –
- 28 martie –
- 22 aprilie –
- 24 aprilie –
- 7 mai –
- 15 mai –
- 22 iunie –

### Iulie - decembrie
- 3 iulie –
- 25 iulie –
- 1 august –
- 8 august – Rudi Gernreich, designer de modă austriaco-american (d. 21 aprilie 1985) |--->
- 3 septembrie –
- 9 septembrie –
- 3 octombrie –
- 6 octombrie –
- 8 decembrie –
- 17 decembrie –
- 31 decembrie –

## Decese
- 23 ianuarie –
- Februarie –
- 3 februarie –
- 22 februarie – decedează Frank Weitzel (n. 22 noiembrie 1905), gravor și sculptor din Noua Zeelandă, care a studiat în San Francisco și München înainte de a se muta la Sydney și apoi la Londra. Un artist promițător, a murit de tetanos chiar înaintea primei sale expoziții solo la vârsta de 26 de ani.

- 16 martie –
- 15 mai –
- 22 iunie –
- 22 august -
- august –
- 1 septembrie –
- 5 septembrie –
- 8 septembrie –
- 18 octommbrie –
- 22 noiembrie -
- 13 decembrie –
- 15 decembrie –

## Galerie (lucrări din 1932)

Lucrări reprezentative
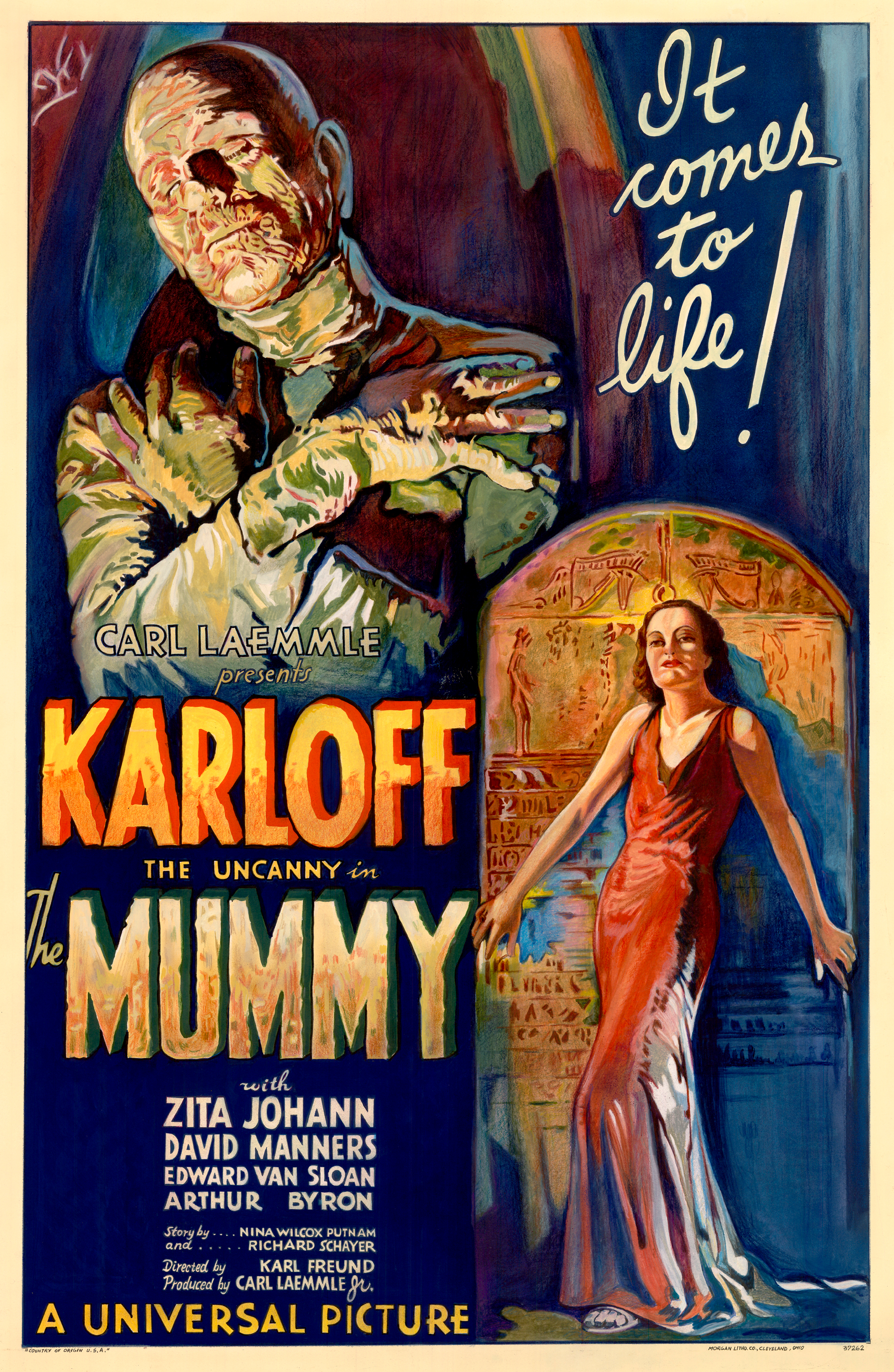
1932 — Afișul filmului Mumia (The Mumia)
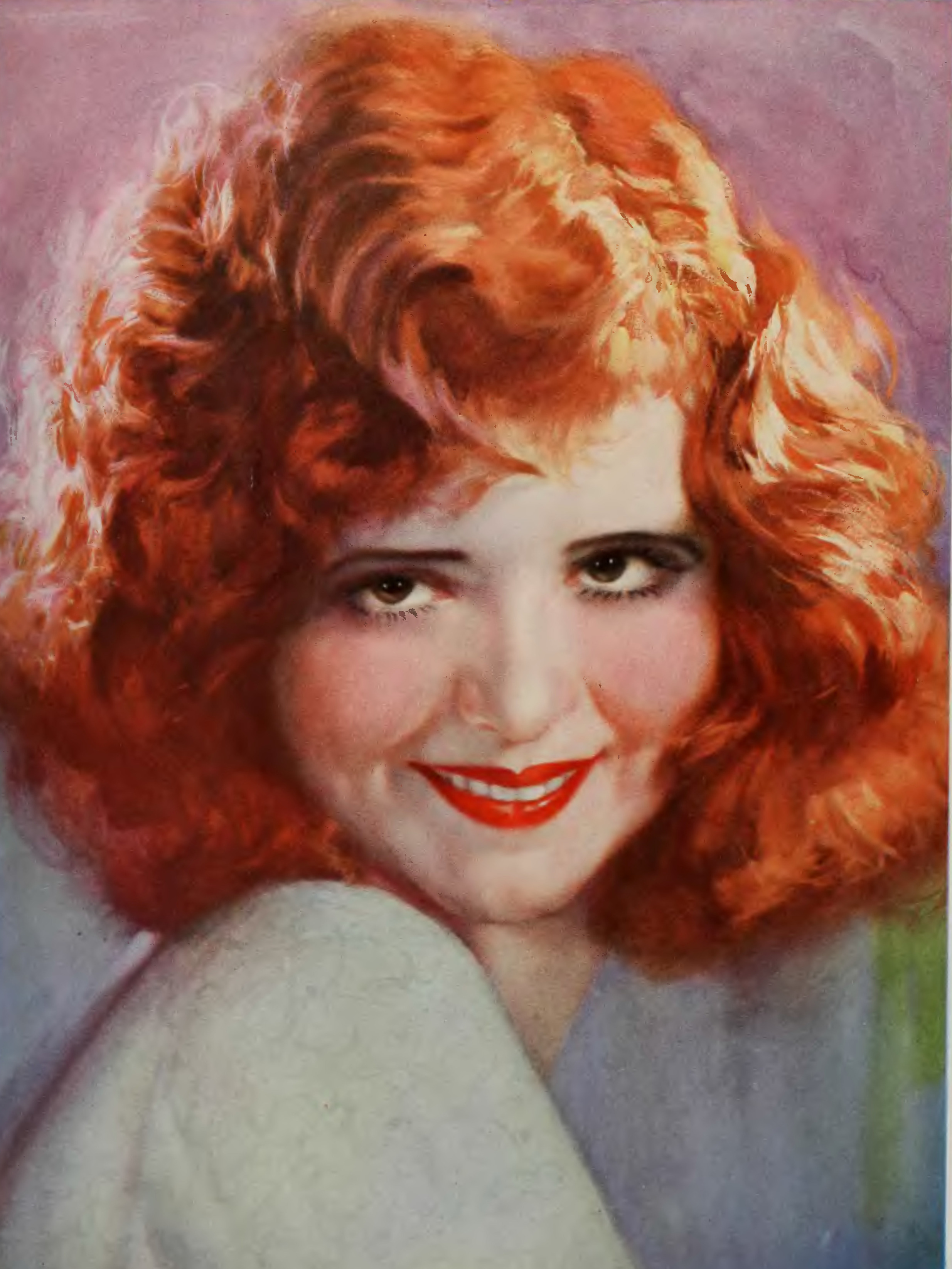
1932 — Desen al actriței Clara Bow din revista The Film Daily din 1932
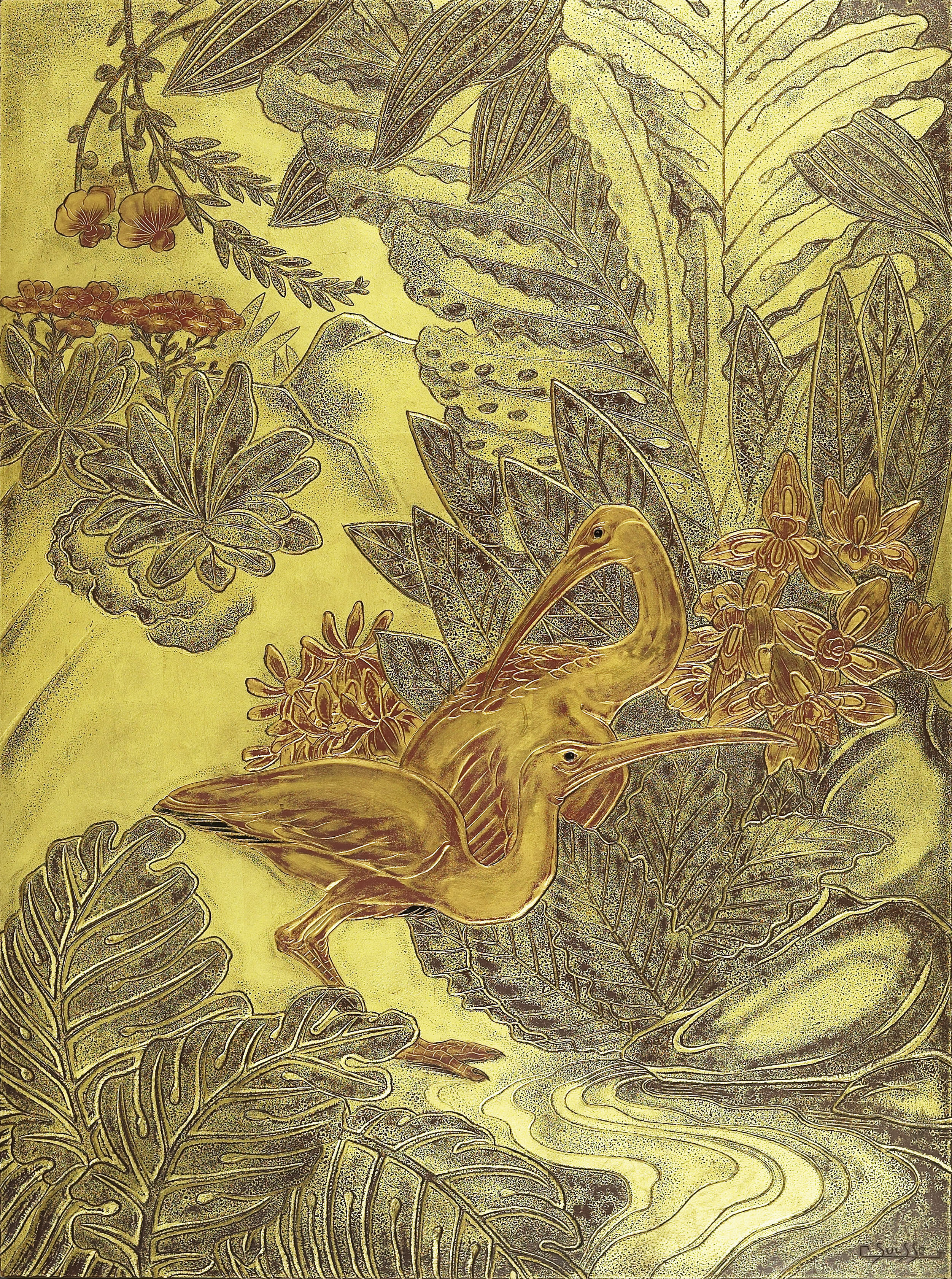
1932 — Gaston Suisse — Pereche de ibiși (Couple d'Ibis)
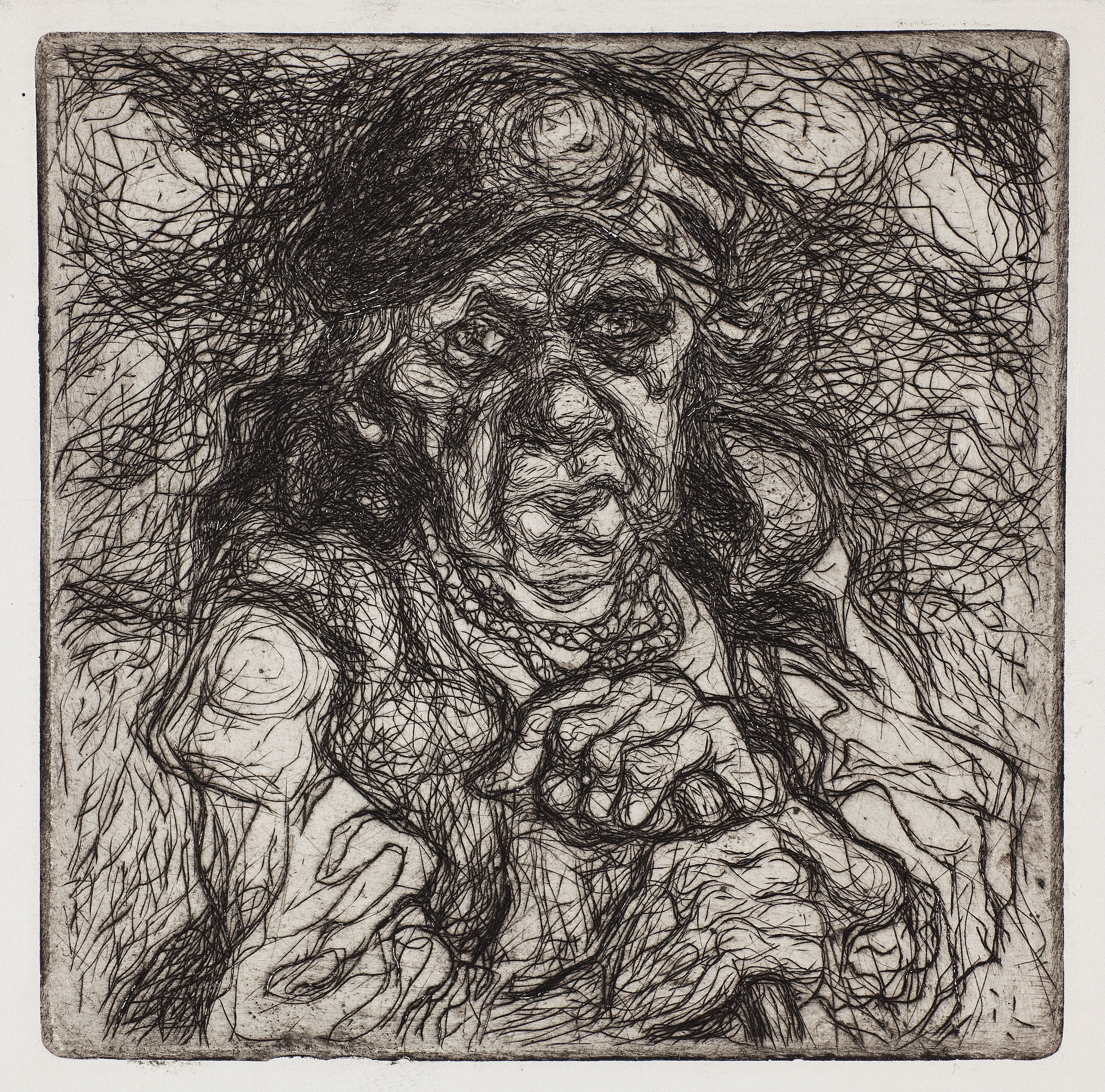
1932 — Stanisław Osostowicz (1906 – 1939) → WikiData:Q9342735
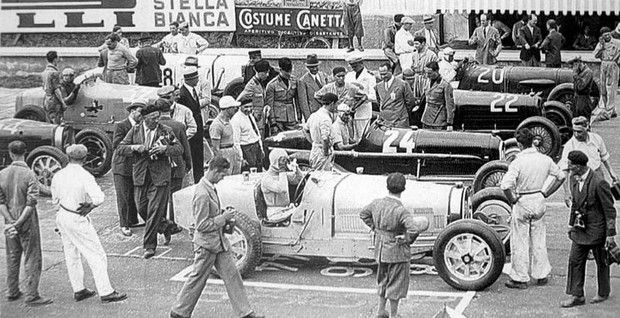
1932 — Fotografie de la Cursa de la Monza